# Raul Ranieri Taccini
Raul Ranieri Taccini (Rapallo, 13 agosto 1950 – Rapallo, 21 gennaio 2011) è stato un pallanuotista e pugile italiano.

## Biografia
Nato a Rapallo, in provincia di Genova, Ranieri Taccini fu prima pugile e poi portiere di pallanuoto, muore cinquantenne il 21 gennaio 2011 a causa di un tumore.